# Georges Henri Roger
Pour les articles homonymes, voir Roger.
Georges Eugène Henri Roger (né à Paris le 4 juin 1860 et mort 19 avril 1946 à Saint-Leu-la-Forêt) est un médecin français connu pour la rédaction, avec Pierre Joseph Teissier et Fernand Widal, d'un important Nouveau traité de médecine.

## Biographie
Ses parents, Jean Alfred Roger et Françoise Louise Papavoine, sont des artistes dramatiques connus sous le nom de Mr et Mme Roger-Solié. Il est un descendant du compositeur et artiste lyrique Jean-Pierre Solié. 
Il fait ses études de médecine à la faculté de médecine de Paris, où il passe sa thèse en 1887 et l'agrégation en 1892. De 1895 à 1903, il est médecin de hôpitaux à l'hôpital des contagieux de la Porte d'Aubervilliers. En 1890, il est président de l'Association des médecins de France. En 1903, il est médecin à l’hôpital de la Charité.
En 1904, il devient professeur de pathologie expérimentale et comparée et de physiologie et en 1905 professeur à l'Institut de médecine coloniale. En 1917, il est élu doyen de la faculté de médecine de Paris ; il le restera jusqu'en 1930.
Il est promu commandeur de la Légion d'honneur le 1er octobre 1923.
En 1930, il participe à la fondation de l'Union rationaliste.
Il est inhumé au cimetière Montmartre, 9e division (chapelle Roger-Solié)

## Contributions
En 1887 et 1889, dans le domaine de l'immunologie, il démontre avec Albert Charrin (1856-1907), que des lapins inoculés avec des cultures bactériennes de Pseudomonas aeruginosa chauffées et filtrées, sont protégés contre les infections ultérieures.
Dans le domaine de la pathologie expérimentale, il effectue des recherches dans les domaines des maladies du foie et de la cholestase. Ses écrits sont nombreux dans tous les domaines de la médecine. Ses conférences de 1897-1898 à l'université de Paris ont été publiées en anglais sous le titre : Introduction to the Study of Medicine en 1901.
Il a laissé son nom au réflexe de Roger, qui désigne l'hypersalivation induite par l'irritation du bas-œsophage.

## Publications

### Médecine
- Avec Odile Tapret,  Contribution à l'étude de la néphrite dothiénentérique, 1883
- Avec Fernand Widal et Pierre Joseph Teissier,  Nouveau traité de médecine, 24 volumesEn ligne : fascicule 8 ; .
- Physiologie normale et pathologique du foie, Paris, Masson, 1922, 403 p. (lire en ligne)
- Action du foie sur les poisons, Paris, G. Steinheil, 1887, 238 p.
- Alimentation et digestion, Paris, Masson, 1907, 524 p.
- Éléments de psycho-physiologie, Paris, Masson, 1946, 428 p.

### Littérature
- Sous le pseudonyme de Georges Henriot : L'enquête[6]Drame de psychologie, très remarqué à son apparition au théâtre Antoine[7].

## Compléments

### Distinctions
- Légion d'honneur[3] :
  -  Chevalier (1908).
  -  Officier (1917)
  -  Commandeur le 1er octobre 1923.

- Membre de l'Académie nationale de médecine.